# Lungotevere Testaccio
Il lungotevere Testaccio è il tratto di lungotevere che collega piazza dell'Emporio a largo Giovan Battista Marzi (cioè tra ponte Sublicio e ponte Testaccio), a Roma, nel rione omonimo.

## Storia
Il lungotevere prende nome dal colle Testaccio, un rilievo formatosi in età antica dall'accumulo di detriti e di cocci (testae in latino) provenienti dal vicino Emporium; è stato istituito con delibera del 20 luglio 1887.
Al di sotto dell'attuale muraglione si scorgono i resti delle murature dell'Emporium, che furono, nel XIX secolo, scavati e spogliati dei lastricati di marmo che erano rimasti per secoli a giacere sotto i fanghi del Tevere.
A memoria degli scavi effettuati da Pietro Ercole Visconti nella zona, che permisero fra l'altro di recuperare (e riutilizzare) molti marmi antichi,  fu eretta da papa Pio IX nel 1869 una fontana costituita da un sarcofago romano utilizzato come vasca, sul quale campeggia l'iscrizione memoriale:
Con la costruzione dell'ultima sezione di muraglioni sul Tevere, negli anni venti, la fontana fu rimontata inserendola nel muro verso il fiume.

## Trasporti
|  | È raggiungibile dalla stazione di Roma Trastevere. |